# Галіканська сповідь
Галіка́нська сповідь (лат. Confessio Gallicana, фр. Confession de La Rochelle; англ. Gallic Confession of Faith або French Confession of Faith), також Ла-Роше́льска сповідь — віронавчальний документ, офіційне визнання віри Реформатської церкви Франції. Прийнято на першому національному синоді в Парижі 1559 року.

## Історія
Спочатку французькі протестанти-кальвіністи, також звані гугенотами, не мали ні офіційного символу віри, ні єдиної організації. Короткий виклад віронавчальних принципів («біблійних істин») вкладався в Біблії, а також у виданнях Нового Заповіту, за переклад і видання яких у другій третині XVI століття взялися протестанти. У 1534 році Ж. Лефевр д'Етапль (лат. Stapulensis) видав французький переклад Нового Заповіту. У 1552 році Робер Етьєн (лат. Stephanus) видав Біблію та Новий Заповіт латинською мовою, а в 1553 році Ж. Жерар — французький переклад Біблії.
Одночасно йшло зростання чисельності протестантів, і через кілька років численні незалежні один від одного конгрегації Франції, в яких налічувалося до 400 тисяч протестантів, підійшли до необхідності створення єдиної церковної організації та загального вероисповедного документа. У 1559 р. в Пуатьє пройшла дискусія про приречення, в якій взяв участь А. Шанда. Після повернення в Париж він передав місцевій конгрегації пропозицію про розробку єдиного Символу віри і церковного регламенту.
Вся ця діяльність розгорталася в умовах глибокої таємниці. Ще в 1555 році Генріх II видав едикт, який, наказуючи карати смертю всіх винних в єресі, погрожував гугенотам спаленням на вогнищах. Після укладення в березні-квітні 1559 Като-Камбрезійского миру король взявся за викорінення єресі з особливим завзяттям. У 1559 році при кожному парламенті була заснована особлива комісія (Chambre ardente), яка стежила за виконанням едиктів про єретиків.
І тим не менше 25-28 травня 1559 року в Парижі під головуванням пастора паризької конгрегації <!- Ф. -> Жана Мореля — учня і друга Ж. Кальвіна — відбувся перший загальнонаціональний Синод Реформатської церкви Франції. Точна кількість делегатів синоду невідомо. У Париж доставили складений Кальвіном текст Сповідання і його лист до Морелю. Запропонований документ складався з 35 статей, проте учасники синоду в результаті обговорення розширили і доповнили перші дві статті, зробивши з них шість. Таким чином, в остаточному варіанті прийняте синодом галліканського сповідання складалося з 40 статей.
10 липня 1559 Генріх II помер у Парижі. У 1560 році Сповідування було представлено в Амбуаз е новому королю Франції Франциску II. До документа було додано передмову — звернення до короля з проханням припинити гоніння на протестантів. Проте 5 грудня 1560 ще не досяг 17-річчя король раптово помер в Орлеані.
Через рік, у 1561 році Т. Беза на релігійному конференції в Пуатьє ознайомив з сповіданням нового короля Франції, Карла IX.
Через кілька років галіканська сповідь отримала схвалення в Німеччині: в 1568 році в Везелі (Вестфалія), і в 1571 році — в Емдені (Нижня Саксонія).
У 1571 р. в Ла-Рошелі, місті яке стало центром французької Реформації, відбувся VII Національний синод. У числі почесних гостей на ньому були присутні Іоанна III, королева Наваррська, її син Генрих Наваррський (згодом король Генріх IV), принц Луї Конде , адмірал Г. Коліньї та інші високопоставлені французькі гугеноти. Текст галліканського сповідання був зачитаний всім присутнім на синоді представникам згромаджень і гостям, а потім підписаний ними. Після цієї урочистої процедури галіканська сповідь отримала другу назву — Ла-Рошельска сповідь.

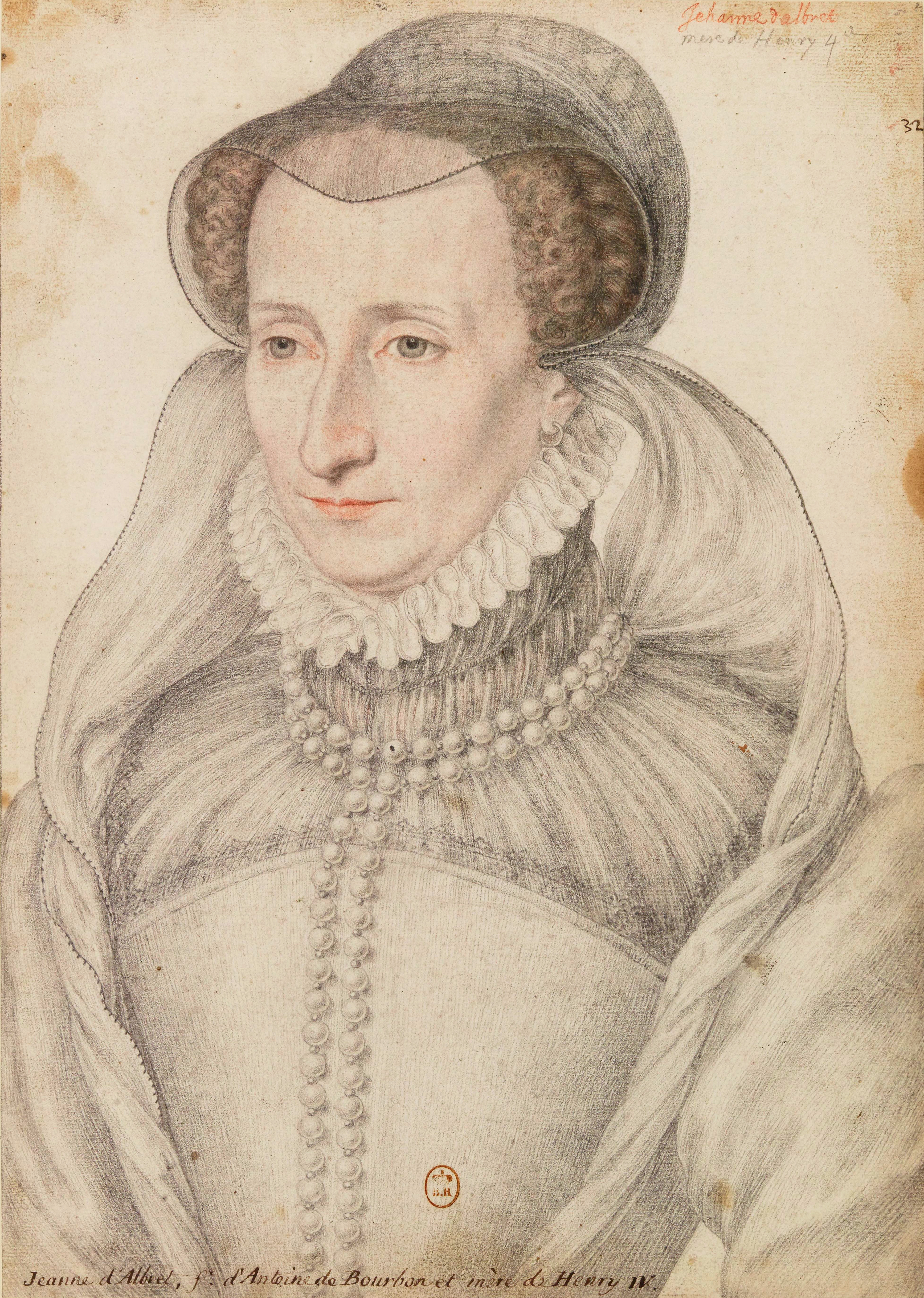
Иоанна III, королева Наварры (Жанна д’Альбре)
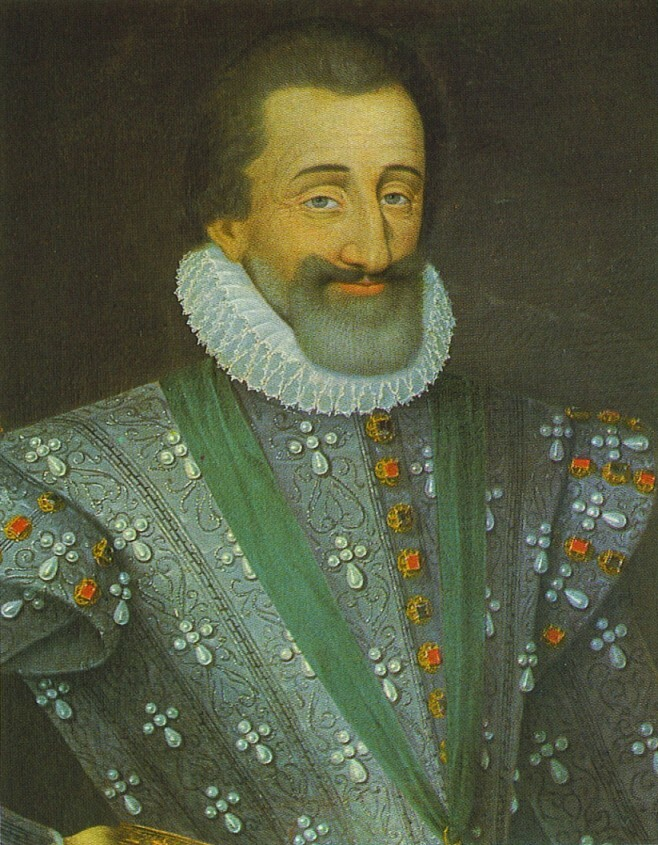
Генрих Наваррский
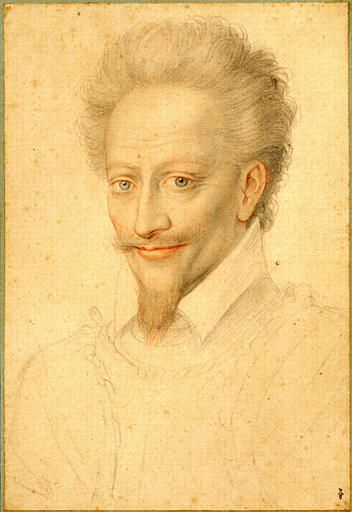
Генрих I де Бурбон, второй принц де Конде
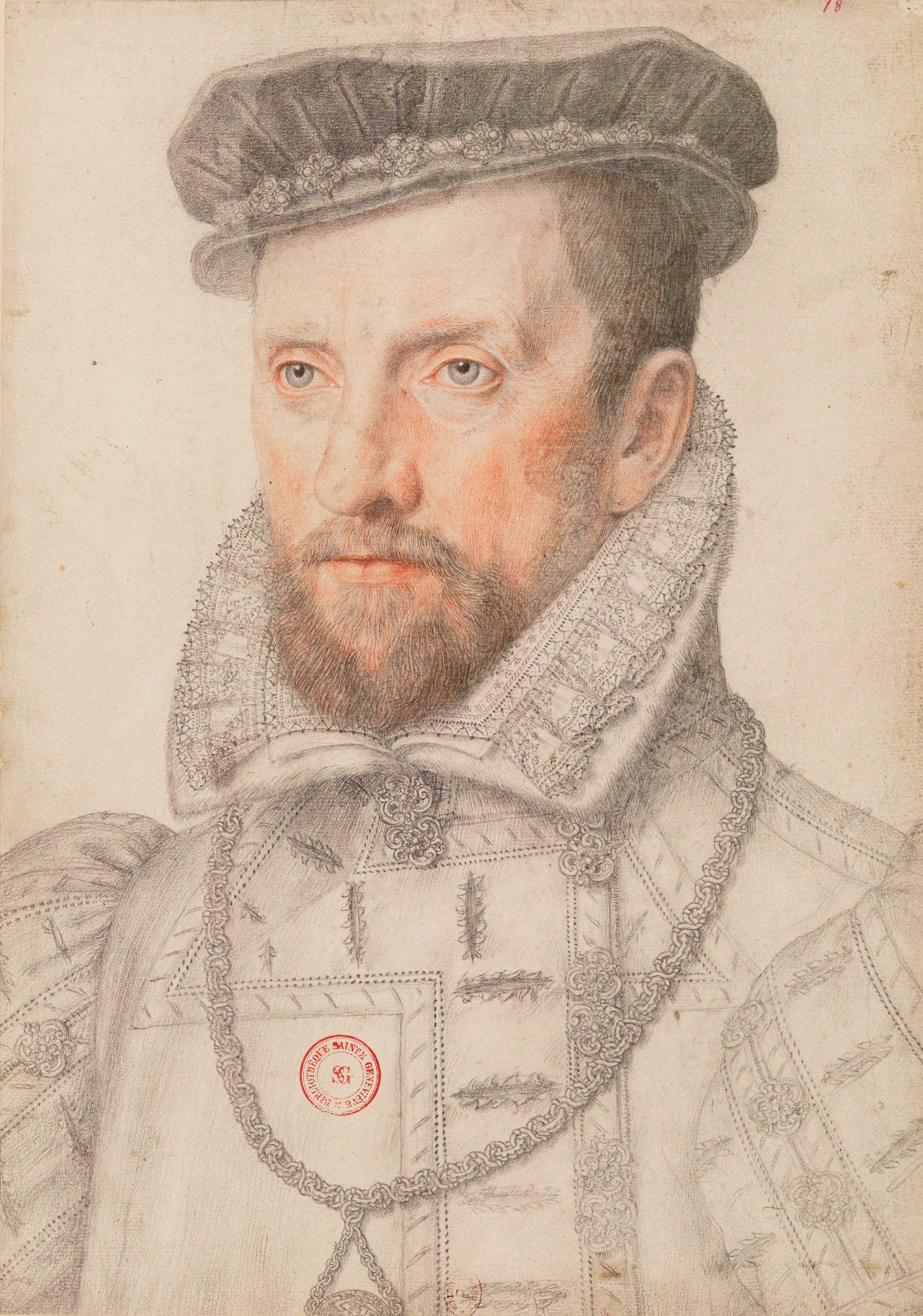
Гаспар II де Колиньи. Погиб в Варфоломеевскую ночь на 24 августа 1572 года

Галліканського сповідання зберігало значення для Реформатської церкви Франції аж до кінця XIX століття.

## Структура і зміст
Галіканська сповідь має підзаголовок «Визнання віри, складене при загальній згоді французами, які бажають жити згідно з чистотою Євангелія Господа нашого Ісуса Христа», написано французькою мовою, кожна стаття супроводжується посиланнями на Біблію.
Галіканська сповідь складається з 40 статей у чотирьох розділах:
1. Бог
2. Христос
3. Святий Дух
4. Церква

У сучасному виданні сповідання розбито на вісім розділів:
- Стаття 1 відкриває перший розділ, присвячений Богу. Тут наводиться перелік його атрибутів: вічний, незмінний, всемогутній і т. д.
- Стаття 2 говорить про одкровення Бога людині. Тут на перше місце ставиться одкровення Бога людині через творіння і лише потім через його Слово.
- Статті 3-5 присвячені Святому Письму, яке названо тут істинним Словом Божим і єдиним критерієм віри. Тут же перераховуються канонічні книги Старого Заповіту і Нового Завіту. У п'ятій статті згадуються також Апостольський, Афанасиев та Нікейський Символи віри (з додаванням Filioque) як «узгоджуються зі словом Божим»[2].
- Стаття 6 — про три Божественних Іпостасях: про Бога-Отця, першопричину, першооснові і джерело всього сущого; про Сина, Його вічному Слові Мудрості, одвічно народжене Отцем; про Св. Духа, Його енергії і силі, що виходить від Отця і Сина. Тут також згадується про відкиданні всіх єресей і сект, засуджених "святыми докторами — свв. Иларием, Афанасием, Амвросием и Кириллом"[2].
- Стаття 7каже, що Триєдиний Бог створив все видиме і невидиме.
- Стаття 8- про те, що, не будучи джерелом зла, Бог використовує бісів і грішників, звертаючи зроблене ними зло на благо.
- Стаття 9 відкриває другий розділ, про людину та її гріхах. Тут кажуть, що людина була створена непорочним і досконалим, але після гріхопадіння став зіпсованим рабом гріха, хоч і не втратив можливості розрізняти добро і зло.
- Статті 10-11 стверджують, що всі нащадки Адама знаходяться в «кайданах первородного гріха», і «навіть немовлята в утробі матері» від нього невільні. Хрещення не знищує гріха, але з Божої благодаті поставленні гріха скасовується[2].
- Стаття 12 відкриває третій розділ, присвячений Ісусу Христу. Згідно зі своєю вічною і незмінною мети Бог ще до створення світу визначає одних до спасіння в Господі Ісусі Христі незалежно від їх заслуг, а лише за Його Милості, а інших — до засудження, щоб у цьому «проявити Свою справедливість»[2]. Тут хоча і йдеться про приречення, але сам термін не вживається.
- Стаття 13 постулює, що Ісус Христос — все, що необхідно для нашого спасіння.
- Стаття 14 продовжує, що в Ісусі Христі з'єднати 2 природи — божественна і людська. Він став людиною, подібною до нас, але в ньому не було гріха. У цій же статті відкидаються всі стародавні єресі, що стосуються особистості Христа, і особливо єресь М. Сервета, що заперечує божественну природу в Ісусі Христі.
- Стаття 15 докладно розглядає дві природи Христа в одній іпостасі.
- Статті 16-17 (початок четвертого розділу) нагадують, що завдяки Хресної жертви Христа, примирилися з Богом і отримали прощення наших гріхів.
- Статті 18-20 підкреслюють, що виправдання засноване на спокутну жертву Христа, без будь-яких заслуг з нашого боку і дається нам тільки по вірі.
- Статті 21-22 продовжують, що цією вірою ми оновлюємося і отримуємо особливий дар вести святе життя у Святому Дусі. Віра обов'язково породжує добрі справи, але ці добрі справи не ставляться в нашу праведність, так як вона спочиває виключно на спокутну жертву Христа.
- Статті 23-24 вказують, що Христос — єдиний Посередник перед Богом-Отцем. На цій основі галліканського сповідання відкидає заступництво святих і все, що з точки зору кальвіністів применшує вседостаточность жертви Ісуса Христа, а саме: чистилище, чернечі обіти, паломництва, пости, таємну сповідь і індульгенції.
- Статті 25-28 становлять п'ятий розділ, про природу церкви. Тут розвивається думка про те, що Церква з її служінням і проповіддю Слова Божого є божественним інститутом. Церква слід поважати і коритися їй. Істинна Церква — це спільнота віруючих, згодних жити по Слову Божому і прагнути до святості. Хоча в Церкві можуть виявитися лицеміри і аморальні люди, вони не здатні заплямувати церква. Відкинувши «папство» за численні забобони, ідолопоклонство і спотворення Слова і Таїнств, Сповідування констатує, що сліди істинної Церкви залишилися і в папстве завдяки силі та дієвості Хрещення, яке не залежить від особистості священнослужителя. Тому хрещені «в папстве» не потребують повторному Хрещенні[2].
- Статті 29-33 становлять шостий розділ, про установи Церкви. Істинна Церква повинна управлятися пасторами, доглядачами і дияконами (фр. des pasteurs, des surveillants et diacres). Справжні пастори мають рівні повноваження і владу і підкоряються одному вселенському єпископу — Ісусу Христу. Жодна Церква не може претендувати на панування над іншою Церквою.
- Статті 34-38 (сьомий розділ) присвячені Таїнств, які доповнюють Слово і визначаються як «печатки і обітниці», дані з Божої милості для зміцнення і підтримки нашої віри ". Вони є зовнішніми знаками, через які Бог діє силою Свого Духа[2].

Сповідування визнає існування лише двох справжніх Таїнств: Хрещення і Вечері Господньої.
Хрещення є печаткою нашого усиновлення, через нього ми «щепимося до Тіла Христового», щоб очиститися Його кров'ю і оновитися Святим Духом.
Вечеря Господня — свідчення нашого союзу з Христом, який істинно живить нас Своїм «ламається Тілом» і «пролитої Кров'ю» за допомогою таємницею і незбагненної сили Св. Духа. Але відбувається це в «духовному плані» і по вірі. Той, хто підходить до престолу Господнього з істинною вірою, отримує Тіло і Кров Христа, які живлять душу не менше, ніж хліб і вино живлять тіло. Не існує постійного і «об'єктивного» присутності Бога в Євхаристії, як стверджують «папісти».
- Статті 39-40заключного,восьмого розділу вказують на необхідність покори цивільним властям. Бог створив королівства, республіки та інші форми державного правління, як спадкові, так і обрані, для того щоб в суспільстві панували мир і порядок. Бог вклав у руки суддів меч, щоб вони карали злочину проти першої та другої заповідей Декалог а. Таким чином, всі повинні коритися суддям, охоче і добровільно платити податки, навіть у тому випадку якщо правителі невіруючі. Ті ж, хто чинить опір владі, здійснюють протизаконні дії і порушують правопорядок і тому підлягають засудженню[2].